# René Masclaux
René Masclaux est un footballeur français né le 22 décembre 1945 à Reims (Marne).

## Biographie
Joueur de taille moyenne (1,72 m pour 70 kg), il réalise toute sa carrière au Stade de Reims comme défenseur latéral. 
Il joue 478 matches en championnat avec le club champenois, où il côtoie deux des joueurs les plus emblématiques du club : Raymond Kopa et Carlos Bianchi. 
Capitaine emblématique du Stade pendant les années 1970, il prend sa retraite en 1979, à la suite de la relégation du club en deuxième division. Il joue ensuite en amateur dans le club de Braine dans l'Aisne.

## Carrière de joueur
- 1963-1979 : Stade de Reims[1]

## Palmarès
- Champion de France de Division 2 en 1966 avec le Stade de Reims
- Vainqueur du Challenge des Champions en 1966 avec le Stade de Reims
- Vainqueur de la Coupe des Alpes en 1977 avec le Stade de Reims
- Vainqueur de la Coupe Gambardella en 1964 avec le Stade de Reims
- Finaliste de la Coupe de France en 1977 avec le Stade de Reims

### EnÉquipe de France
- International Juniors entre 1963 et 1964
- International Militaires entre 1964 et 1965
- International Espoirs en 1967

### Distinctions individuelles
- Joueur le plus capé de l'histoire du Stade de Reims avec 553 matchs toutes compétitions confondues
- Un stade à son nom est ouvert en 2014 dans la commune de Guignicourt

### Statistiques
- 319 matchs et 1 but en Division 1
- 155 matchs et 2 buts en Division 2